# L'Albaron
Pour les articles homonymes, voir Albaron.
L'Albaron (en italien Albaron di Savoia) est un sommet de France situé dans les Alpes grées, à une altitude de 3 637 mètres.

## Géographie

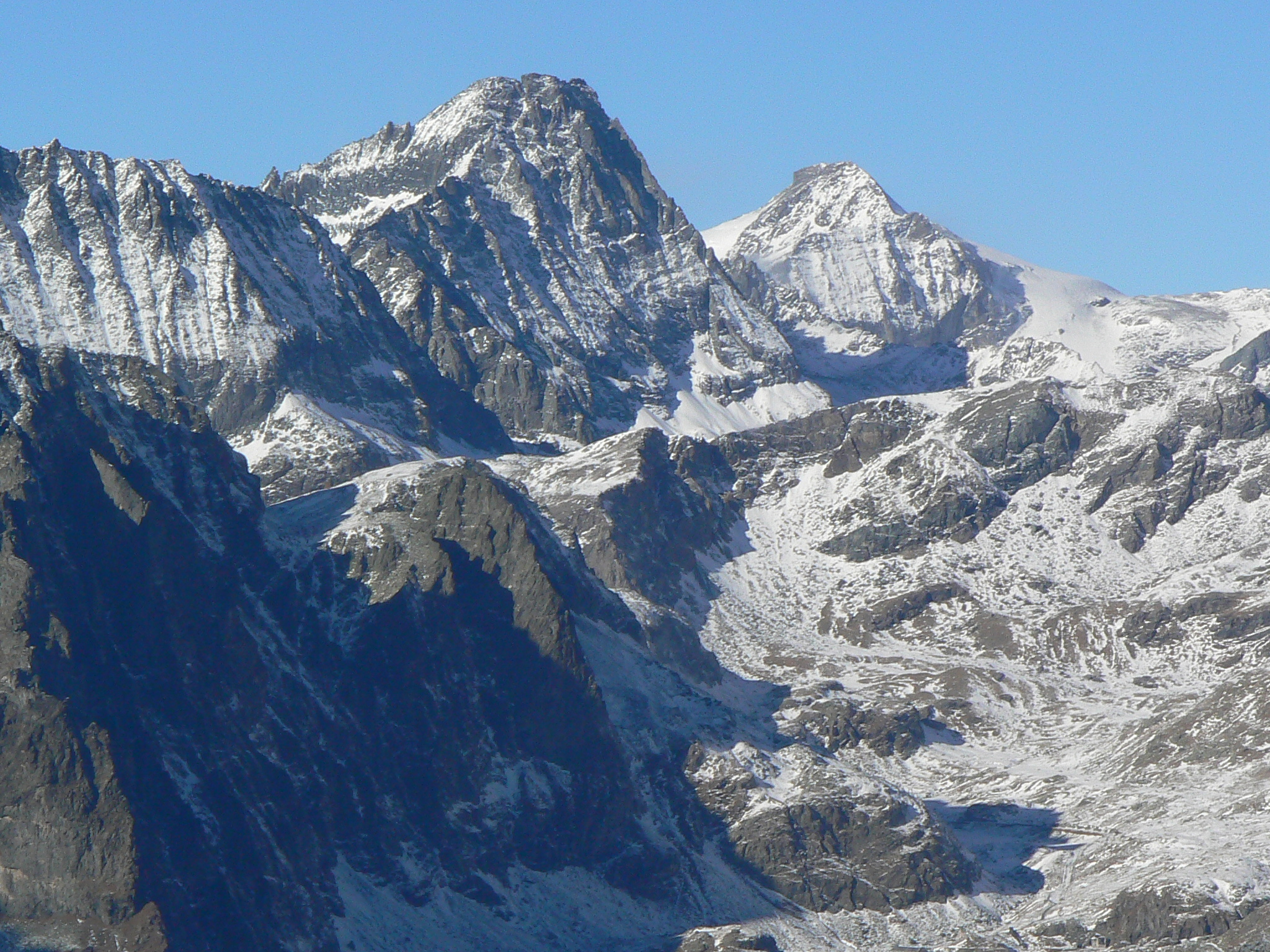
L'Albaron (au second plan) et la Bessanèse (au premier plan) depuis le versant italien.

Ce sommet majeur de la Haute-Maurienne se trouve entièrement sur le territoire français, à la limite des communes de Bonneval-sur-Arc et de Bessans, non loin de la frontière avec l'Italie.
La partie française du sommet domine le village de Bonneval-sur-Arc tandis que versant italien du sommet est situé à la tête du val d'Ala. L'Albaron est entouré à l'est par l'Uia di Ciamarella (3 676 mètres), au sud-ouest par la Bessanèse (3 592 mètres) et au sud-ouest par la pointe de Charbonnel (3 752 mètres). La montagne porte plusieurs vastes glaciers : le glacier des Évettes sur sa face nord-ouest, les glaciers Supérieur et Inférieur du Vallonnet au nord, le glacier du Grand-Fond à l'ouest et remontant jusqu'à la partie sommitale, et le glacier du Colerin au sud. Le sommet, qui offre un magnifique panorama, est particulièrement plat. En revanche ses abords sont très raides et escarpés de toutes parts, constitués d'une paroi rocheuse abrupte.

## Activités

### Ascension

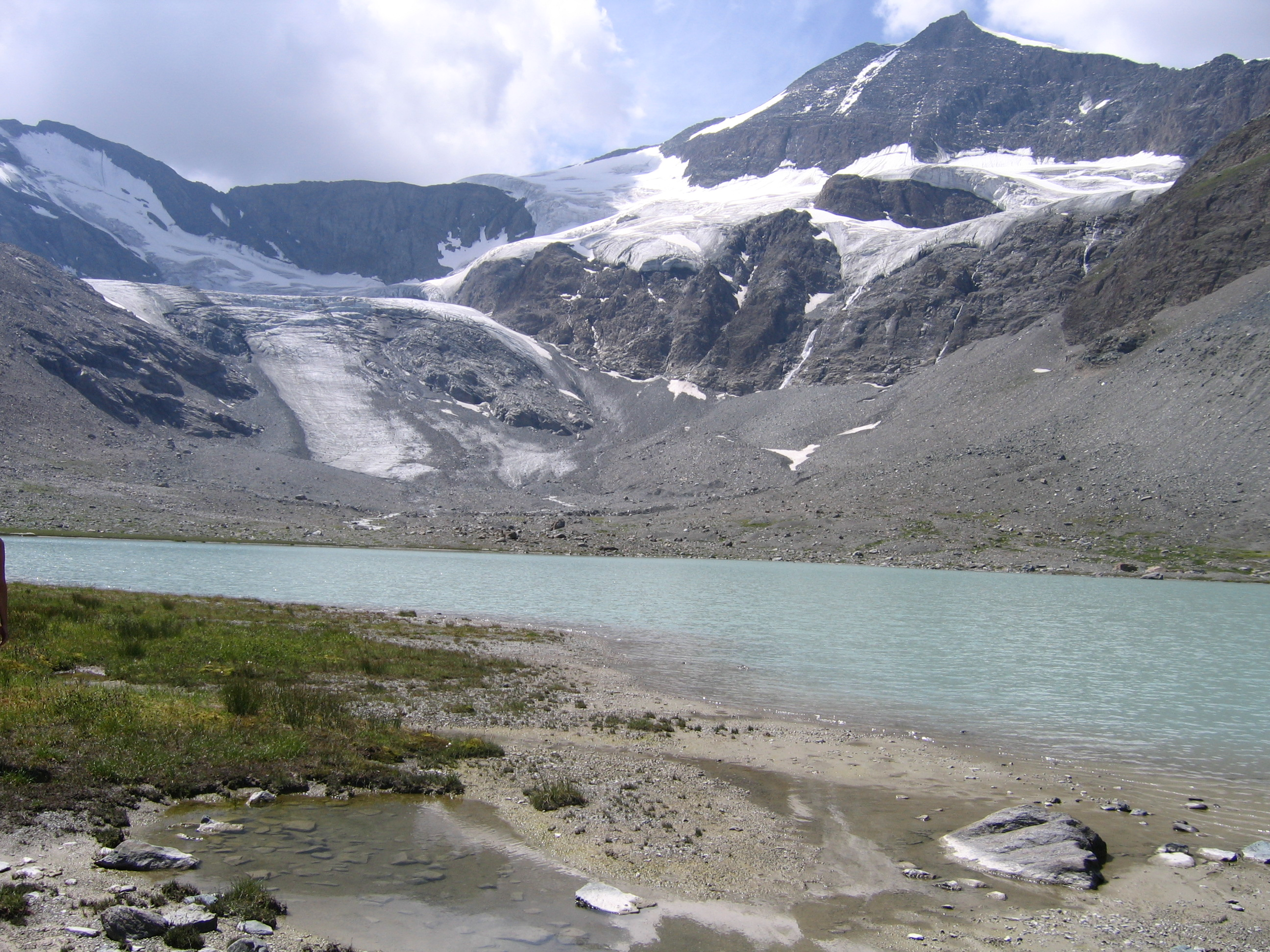
Sommet de l'Albaron depuis Bonneval-sur-Arc. Au premier plan le lac des Évettes et le glacier des Évettes.

L'ascension de l'Albaron se réalise pour une bonne partie en environnement glaciaire puis rocheux au sommet. Du côté français, il est possible d'atteindre le sommet par trois principales voies. Au sud à partir de Vincendières par le glacier du Grand-Fond, ou d'Avérole (présence d'un refuge) par le glacier du Colerin, une corde fixe permettant de franchir la paroi rocheuse pour accéder au sommet. Au nord par le refuge et le long glacier des Évettes puis l'arête sommitale à partir de la Selle de l'Albaron (3 450 mètres) à proximité de la frontière italienne.
Du côté italien, il est possible d'atteindre le sommet à partir de Pian della Mussa ou alors du refuge Bartolomeo Gastaldi. Du refuge il faut alors remonter le glacier du Gias jusqu'à la frontière au Col de l'Albaron (3 250 mètres). Du col on atteint la Selle de l'Albaron puis l'arête sommitale.
L'Albaron est un sommet apprécié des alpinistes pour ses courses glaciaires tant en hiver qu'en été.

### Agriculture

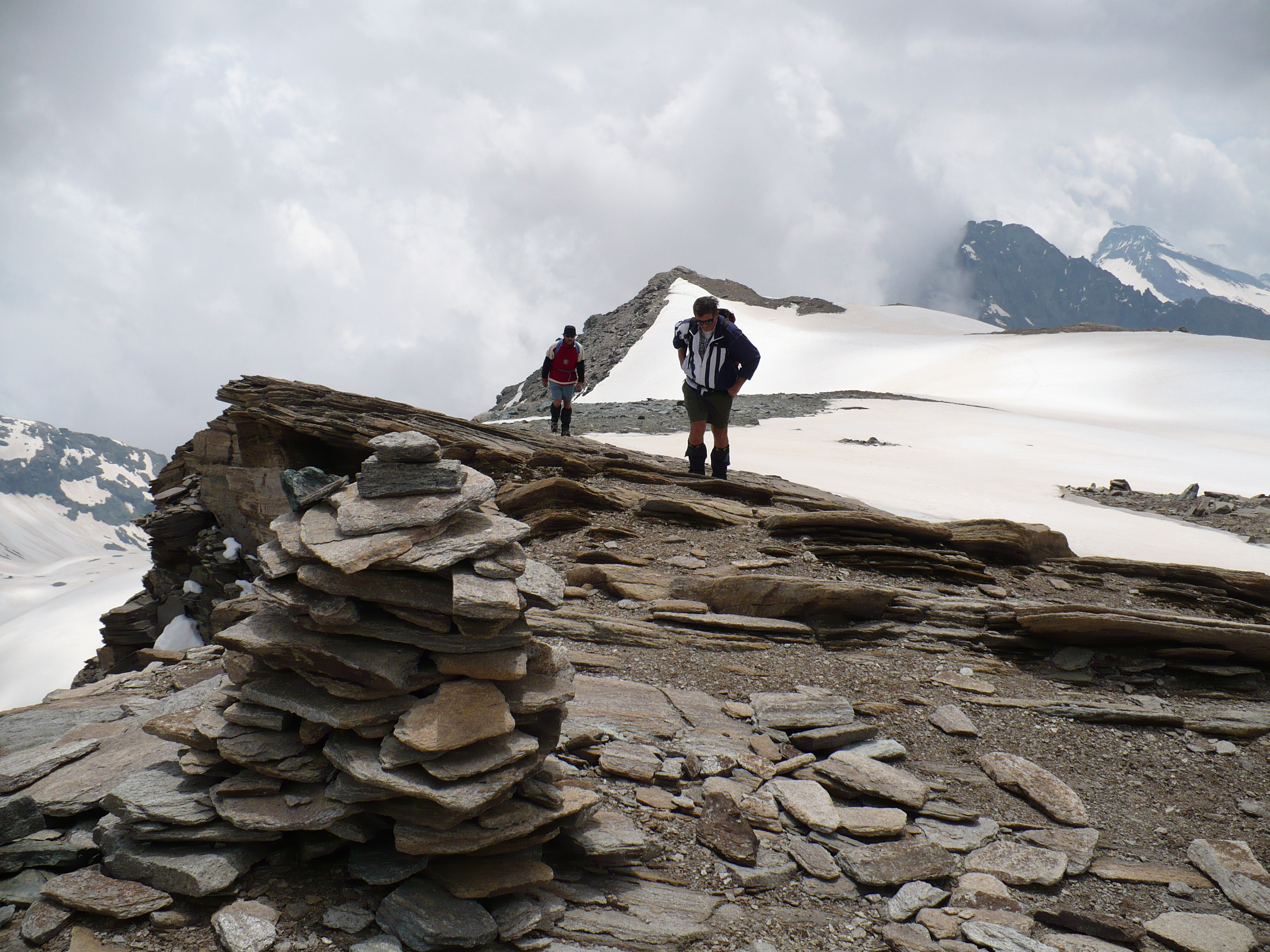
Le sommet de l'Albaron.

Les alpages situés en contrebas de l'Albaron sur les hauteurs de Bessans, notamment à la Buffaz (2 300 mètres), sont utilisés par des éleveurs pour leurs troupeaux de vaches et de chèvres où subsiste une production artisanale (dont le lait et le fromage de chèvre).